# Mahal (cràter)
Mahal és un cràter de l'asteroide del tipus Amor (433) Eros, situat amb el sistema de coordenades planetocèntriques a 79.4 ° de latitud nord i 170 ° de longitud est. Fa un diàmetre de 1.2 km. El nom va ser fet oficial per la UAI l'any 2003 i fa referència a Mahal (1593-1631), emperadriu mogola, favorita de Xa Jahan, qui va construir el Taj Mahl per a ella.